# هالت (آلاباما)
هالت (به انگلیسی: Holt) شهرکی در شهرستان تاسکالوسا ایالت آلاباما است که مساحت آن ۸٫۲۳ کیلومترمربع است و در سرشماری سال ۲۰۱۰ میلادی، ۳٬۶۳۸ نفر جمعیت داشته و تراکم جمعیتی آن، ۴۴۲٫۰۴ در کیلومترمربع بوده است.